# Cazenave-Serres-et-Allens
 Cazenave-Serres-et-Allens  là một xã ở tỉnh Ariège, thuộc vùng Occitanie ở phía tây nam nước Pháp.